# Sárkány Ervin Ottó
Sárkány Ervin Ottó, születési és 1905-ig használt nevén Schöffer Ervin Ottó (Budapest, 1877. június 8. – Budapest, 1952. május 9.) magyar építész.

## Élete
Schöffer Ignác (1839–1920) kereskedő és Kohn Fanni gyermekeként született zsidó családban. Középiskolai tanulmányait 1887 és 1895 között a Budapesti Evangélikus Gimnáziumban végezte, többek között Fenyő Miksa osztálytársaként. Elsősorban polgári fiú- és leányiskolákat tervezett az 1900-as évek elején. Tulajdonosa volt az Acélbeton Burkoló Vállalatnak.
Első felesége Kuffler Olga (1885–1945) volt, Kuffler Lipót földbirtokos és Hecht Mária lánya, akivel 1905. november 14-én kötött házasságot. Húsz év után különváltak, azonban csak 1940-ben váltak el hivatalosan. Gyermekeik Sárkány István (1906–?) és Sárkány Magdolna (1909–1945).

## Ismert épületei
- 1908: iskola, Miskolc[5]
- 1908/1909–1910:[8] iskola (ma: Békéscsabai Petőfi Utcai Általános Iskola) különálló tornateremmel,[9] Békéscsaba, Petőfi u. 1.[5][10]
- 1909: iskola, Magyaróvár[5]
- 1909–1911: iskola, Törökbecse[5]
- 1910: lakóház, Budapest, Váci utca 71.[11]
- 1911: iskola, Perjámos[5]
- 1912: Állami Polgári Fiú- és Leányiskola, Nagykároly[5][12]
- 1912: iskola, Nákófalva[5]
- 1913: iskola, Szatmárnémeti[5]
- 1914: iskola, Pancsova[5]

### Tervben maradt épületek
- 1913: az Amizoni alapítvány budapesti bérháza[13]

### Átalakítások
- 1909: lakóház, Budapest, Rózsa utca 1. (épült: 1884, Steinberg Alfréd)[14]
- 1932: Makai Dezső házához gyerekszoba, Budapest, Ráth György utca 40. (épült: 1911–1913, Árkay Aladár)[15]